# Jambhala
Jambhala, également connu sous le nom de Dzambhala, Dzambala, Zambala ou Jambala (tibétain : ཛཾ་བྷ་ལ, Wylie : dzaM b+ha la), est la divinité bouddhiste de la fortune et de la richesse et membre de la "famille des joyaux" (voir Ratnasambhava). Il est parfois assimilé à la divinité hindoue Kubera. On pense également que Jambhala est une émanation d'Avalokitesvara ou Chenrezig, le bodhisattva de la compassion. Il existe cinq Jambhala de richesses différentes (vert, blanc, jaune, rouge et noir), chacun ayant son propre culte et son propre mantra pour aider à éliminer la pauvreté et à créer une stabilité financière.
Gyalten Sogdzin Rinpoché a déclaré que Jambhala est le protecteur de toutes les lignées et de tous les êtres sensibles de toutes maladies et difficultés. Jambhala est un bodhisattva de richesse matérielle et spirituelle ainsi que de nombreuses autres choses, notamment celle d'assurer la stabilité financière :

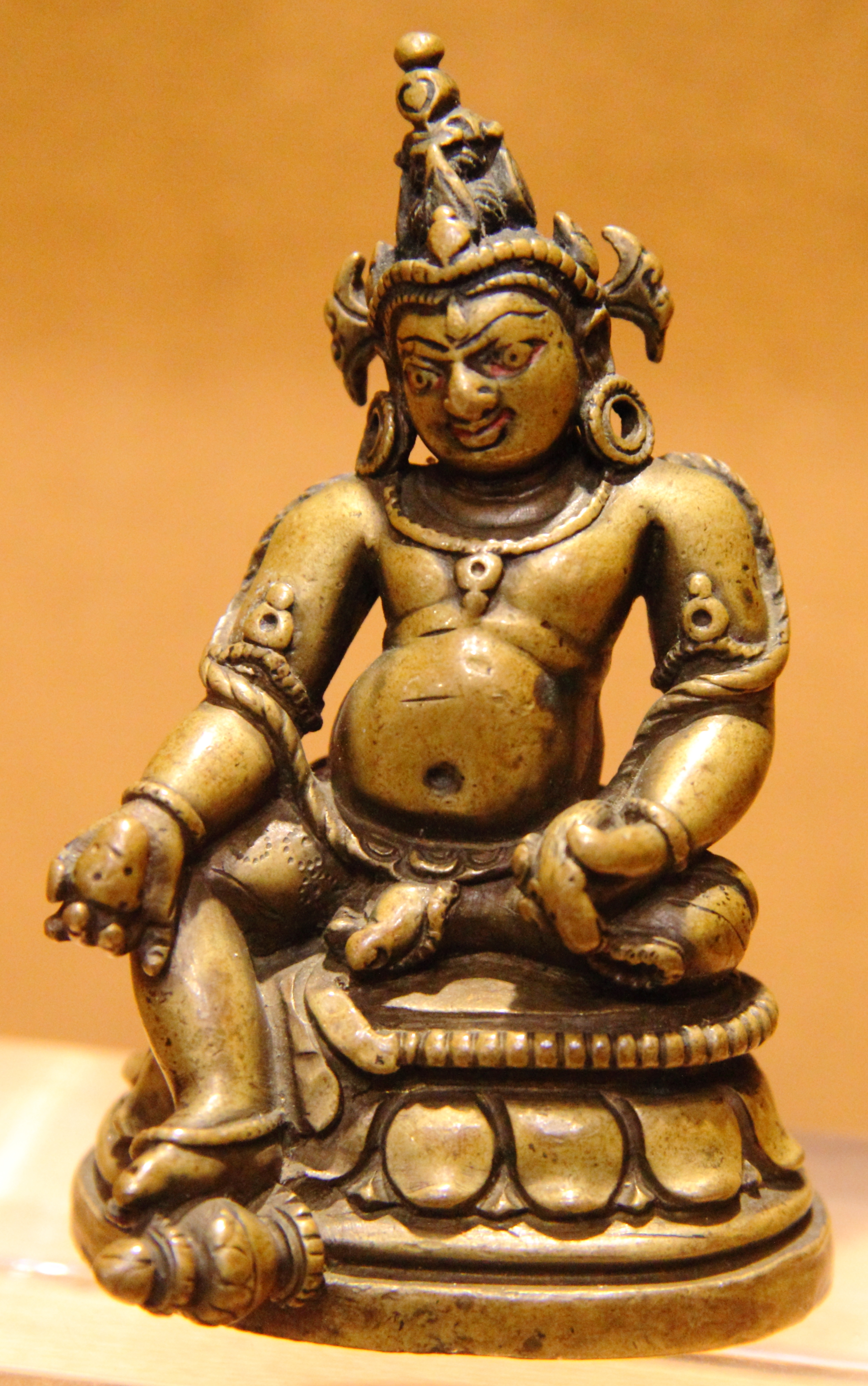
Statuette en bronze de Jambhala, Empire Pala, XIe siècle après J.-C.

« Parce que dans ce monde, il existe toutes sortes d'émotions courroucées et négatives ou de mauvais esprits, et parfois ils vous feront du mal ainsi qu'à d'autres êtres sensibles, Dzambhala doit prendre une forme si courroucée et puissante pour nous protéger de ces esprits nocifs et de ce karma négatif. En particulier, Dzambhala nous aide à minimiser ou à diminuer tous les malheurs et obstacles et nous aide à augmenter toute chance et tout bonheur. »

## Étymologie
Dzam signifie « divinité ou rassemblement », Bhah signifie « or ou richesse », La signifie « honorer ». Dzambhala signifie « précieuse divinité dorée qui rassemble ou apporte la richesse de la spiritualité ou du Dharma et la sécurité matérielle ou l'accomplissement dans nos vies. »

## Les cinq Jambhala

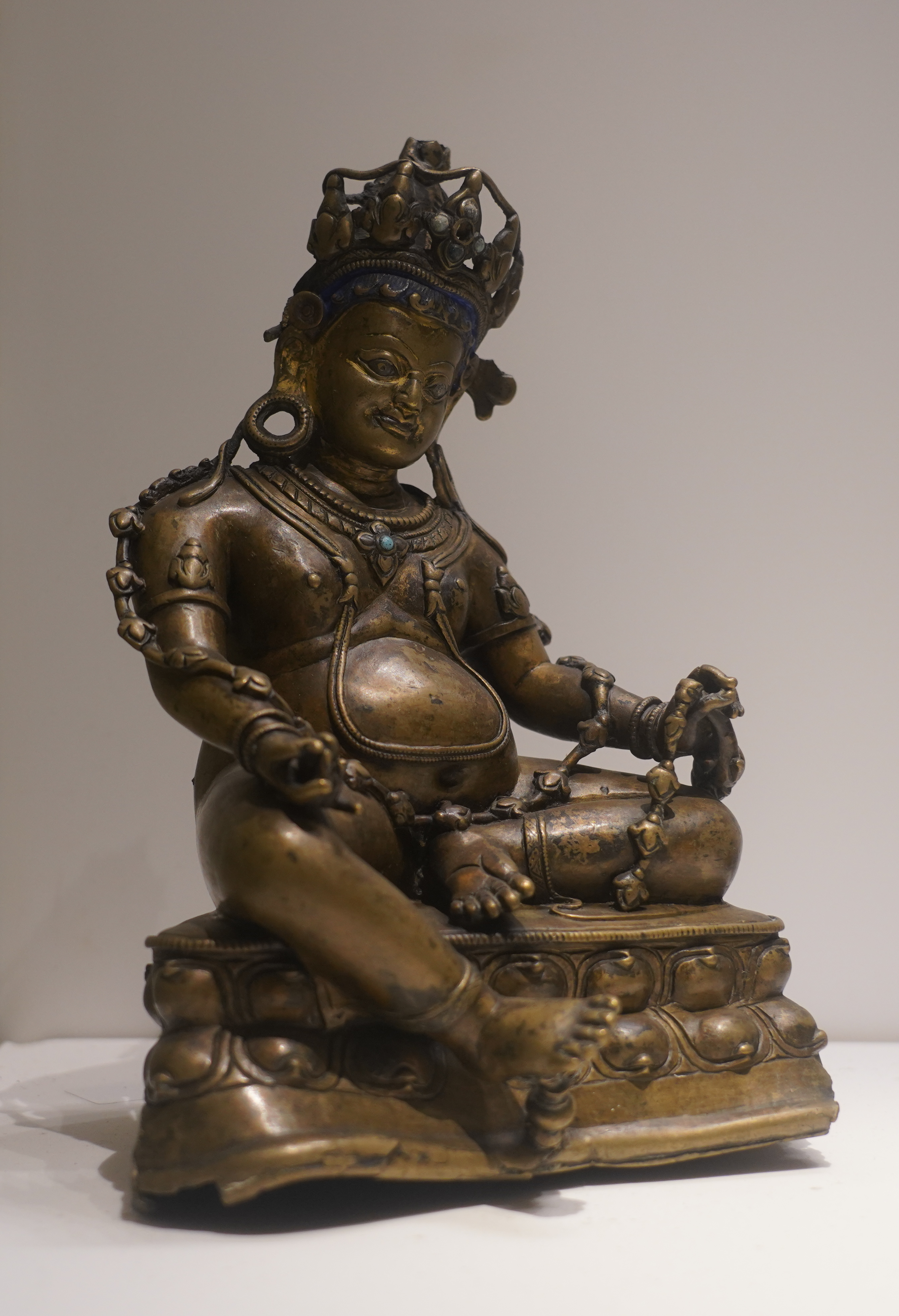
Statue en bronze de Jambhala, Tibet du XVe-XVIe siècle.

Les cinq Jambhalas sont les manifestations de la compassion des bouddhas et des bodhisattvas pour guider les êtres sur le chemin de l'illumination. Ils ont l’essence de la générosité et représentent des activités de plus en plus bénéfiques. Leurs aspirations sont d'aider les pauvres et ceux qui souffrent de malchance.

### Jambhala vert
Le Jambhala vert est le chef des cinq Jambhala et il est la manifestation du bouddha Amoghasiddhi, représenté debout sur un cadavre et tenant une mangouste dans sa main gauche et un kapala dans sa main droite.
Il est généralement représenté avec sa parèdre et portant un bijou produisant une mangouste dans sa main gauche. Jambhala vert a un corps de couleur vert bleuâtre. Il est assis en position vajra avec Dakini devant lui. Sa jambe droite est en manche, le pied droit est au-dessus d'un escargot et d'une fleur de lotus, tandis que sa jambe gauche est pliée. Dans sa main gauche se trouve un animal appelé nehulay (mangouste) qui crache des bijoux de sa bouche, sa main droite tenant un Norbu. La Dakini tenant une fleur de lotus dans sa main. Le mantra du Jambhala vert est : 
Om Karma Jambhala Ah Svaha

### Jambhala blanc
Jambhala blanc (ou Dzambhala Gapee en tibétain) est la manifestation compatissante du bodhisattva Chenrezig. Il peut éliminer les souffrances de la pauvreté et de la maladie, purifier le karma non vertueux et les obstacles karmiques, éviter le désastre et la maladie et faire évoluer l'esprit de bodhicitta,.
La légende tibétaine raconte qu'un grand lama vénéré, Atisha, marchait seul lorsqu'il trouva un homme affamé et proche de la mort. Après avoir regardé autour de lui et incapable de trouver de la nourriture pour le vieil homme, il coupa la chair de son propre corps et l'offrit à l'homme affamé. Mais l'homme refusa de manger de sa chair. Déprimé et ne sachant comment aider autrement l'homme proche de la mort, Atisha s'assit à côté de lui. À ce moment-là, il y eut une lumière blanche aveuglante et devant Atisha apparut Chenrezig, le bodhisattva de Compassion. Il dit à Atisha qu'il allait se manifester comme le dieu de la richesse, Jambhala, et assurer que ceux qui sont dans la pauvreté ne souffriraient plus.
En tant que manifestation du bodhisattva Avalokitesvara, Jambhala blanc est né de son œil droit. Il est assis sur un lion des neiges, bien que certains artistes le représentent assis sur un dragon, et une mangouste dans sa main gauche crache des diamants et des ornements précieux. Jambhala blanc a un corps de couleur blanche. Il tient également une bannière de richesse dans sa main gauche et une épée en or dans sa main droite. Le mantra du Jambhala Blanc est:
   Om Padma Krodha Arya Jambhala Hridaya Hum Phat
En cultivant la « pratique de Jambhala blanc chevauchant le dragon », les pratiquants peuvent également prier pour qu'il les conduise vers des trésors cachés (terma). Autrefois, les maîtres tantriques tibétains déposaient leurs précieux enseignements dans des grottes. Ces enseignements étaient scellés dans les quatre éléments « terre, eau, feu et vent ». Il faut employer des méthodes très spéciales pour récupérer ces trésors du Dharma. Il faut également connaître l'emplacement des grottes où ces maîtres ancestraux avaient exercé en retraite. Les pratiquants peuvent prier « Jambhala blanc chevauchant le dragon » afin qu'il les amène dans ces grottes où les trésors étaient cachés.

### Jambhala jaune

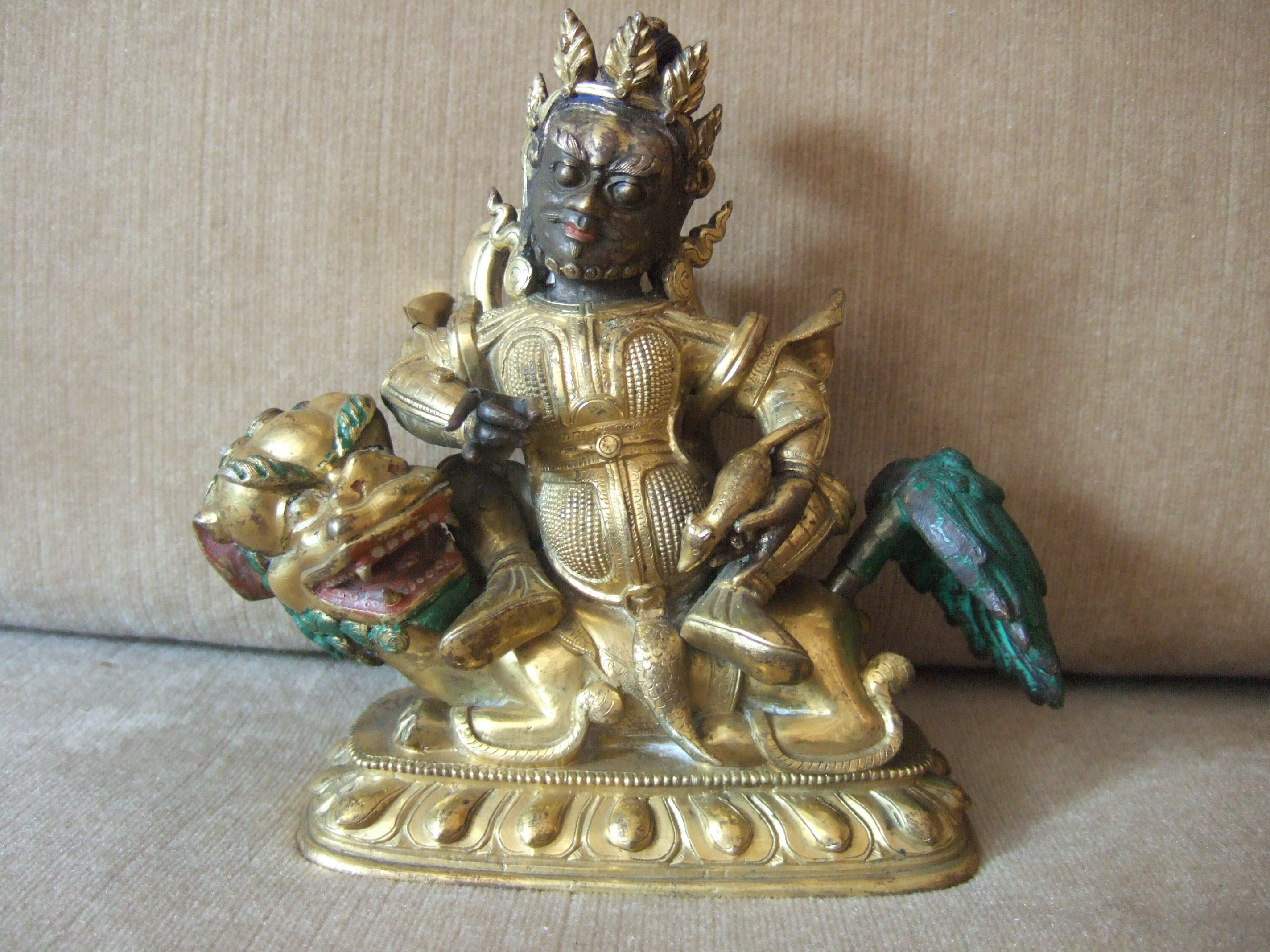
Statue tibétaine en bronze partiellement doré de Vaisravana Jambhala assis sur un lion des neiges et tenant une mangouste dans sa main gauche. XVIIIe siècle.

Jambhala jaune est considéré comme le plus populaire et le plus puissant des dieux de la richesse. Il est l'émanation du bouddha Ratnasambhava. Il peut éliminer la pauvreté dans les six royaumes, augmentant les vertus, la durée de vie et la sagesse.
On dit également qu'il est une émanation de Vaisravana, l'un des « quatre grands rois célestes protecteurs du monde ». Il est le gardien de la lumière dans le bouddhisme, une grande divinité charitable qui accorde fortune et protection. Vaisravana vit dans la région nord sous les Quatre Cieux, au palais de cristal nord, au quatrième niveau du mont Sumeru. Ses serviteurs sont soit des yaksas, soit des bhaisajya-yaksas. Selon le commentaire du Sūtra du Lotus, ce roi céleste est extrêmement compétent car sa protection perpétuelle des bouddhas lui a permis de recevoir de nombreux enseignements.
Jambhala jaune a un corps de couleur jaune, il est assis en position vajra avec sa jambe droite en position de mendicité, son pied droit est au-dessus d'un escargot et d'une fleur de lotus et sa jambe gauche est pliée. Il a un visage et deux bras. Sa main gauche tient une mangouste nommée Nehulay qui crache des bijoux précieux de sa bouche, tandis que sa main droite tient des pierres précieuses en forme de fruit et de feuille de lotus. Une image ordinaire de Vaisravana est celle qui tient dans sa main gauche une précieuse pagode, qui déverse divers trésors. Dans les images tantriques tibétaines, la précieuse pagode est remplacée par une mangouste émettrice de trésors. Le Jambhala jaune repose sur un lotus, un disque solaire et un disque lunaire. Son mantra est:
Om Jambhala Jalendraye Svaha

### Jambhala rouge

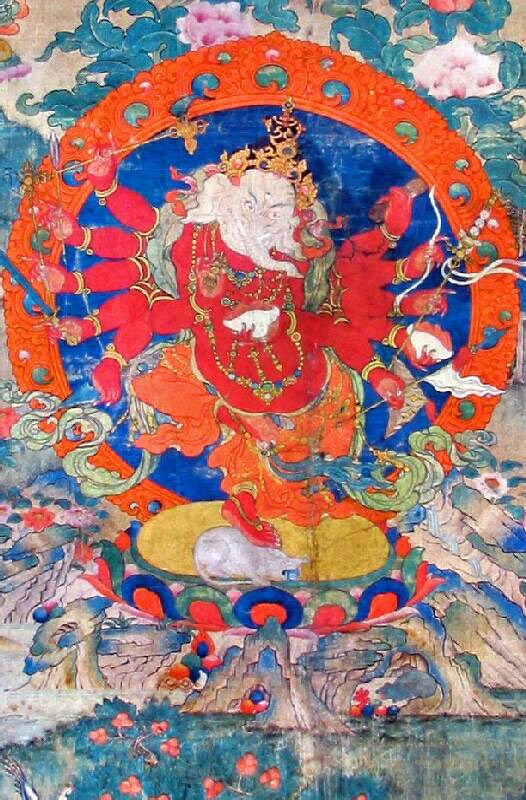
Ganapati, Maha Rakta

Jambhala rouge est représenté en train de pratiquer avec sa parèdre, la mère céleste de la richesse qui est responsable de la richesse dans le domaine humain. Dans les temps anciens, cette divinité était principalement vénérée par les rois et la royauté. Sa pratique convient particulièrement aux personnes détenant un pouvoir élevé, ou à la prière pour un pouvoir élevé, car elle peut attirer les gens, la richesse et la renommée. On jouira d’une richesse en abondance et sera bien respecté et soutenu par les gens. Il existe également la méthode magnétisante Jambhala Rouge qui peut apporter au pratiquant un bonheur conjugal et une famille harmonieuse.
Jambhala rouge est la manifestation de Vajrasattva. Il a deux visages et quatre bras et tient une mangouste du Trésor dans sa main gauche. Son nom tibétain est Dzambhala Marpo. Il a un corps de couleur rouge, est assis en position vajra avec une Dakini devant lui. Sa jambe droite est en poignée de main, le pied droit est au-dessus d'un escargot et d'une fleur de lotus, sa jambe gauche est pliée. Il tient un animal connu sous le nom de Nehulay (mangouste) dans sa main gauche, sa main droite tenant un Khorlo (Cakra), la Dakini tenant un Kapala contenant du nectar dans sa main gauche et un Norbu Mebar dans sa main droite. Le mantra de Jambhala rouge est:
Om Jambhala Jalendraye Dhanam Medehi Hrih Dakini Jambhala Sambhara Svaha
Certaines personnes croient qu'il est le dieu hindou de la richesse Ganesha, le Ganapati rouge et qu'il a une tête d'éléphant. Après la montée du bouddhisme tantrique, Ganesha est devenu une divinité de richesse tantrique et est connu comme le « Seigneur des provisions dans le tantrisme tibétain ». Selon la légende, Jambhala rouge était responsable du trésor céleste appartenant au fils de Mahesvara. Grâce à son extrême compassion, Jambhala rouge avait toujours répondu aux prières de nombreux fidèles. Enragé par la charité aveugle de Jambhala rouge envers le bien et le mal, le gardien du dharma Mahakala le décapita. Ce n’est qu’après que la divinité de la richesse se soit repentie que Mahakala planta une tête d’éléphant sur son cou et le reçu comme serviteur.

### Jambhala noir
Voir aussi : Kubera et Amoghasiddhi
Jambhala noir est également connu sous le nom du dieu hindou de la richesse, Kubera. Originaire de l'Inde ancienne, il s'est manifesté à partir des eaux du fleuve et a confié la transmission de la création de richesses à un roi dont le royaume connaissait à cette époque d'extrêmes difficultés financières. Il profite également aux pauvres et à ceux qui sont en retraite solitaire et qui ont un esprit vertueux.
Popularisé par Shakyasribhadra, tenant une calotte crâniene et une mangouste, nus et courroucés dans une posture debout. Il est le dieu de la richesse dans le bouddhisme tibétain. Avec une apparence auguste, il marche sur le dos d'un homme riche et jaune. Jambhala noir (Tibétain : dzam bha la nag po), divinité de la richesse popularisée au Tibet par Bari Lotsawa (né en 1040) et le professeur cachemirien Shakyashri Bhadra.
« ... le Seigneur Jambhala, au corps de couleur noire, ayant l'apparence d'un nain, nu, excité sexuellement, ventru, avec les oreilles percées, trois yeux exorbités injectés de sang, les cheveux bruns flottant vers le haut et les crocs découverts, debout position, la jambe droite pliée et la gauche droite. Il a une tête et deux bras. La main droite tient le haut d'un crâne devant sa poitrine comme récipient de sang, et la main gauche tient une mangouste expulsant des bijoux exauçant un souhait. Sur sa tête se trouve une couronne de cinq crânes en forme de couronne des cinq bouddhas ; autour de son cou se trouve un chapelet de 50 perles constituées de crânes humains, avec des serpents de cinq couleurs en guise de bracelets sur les mains, les pieds et le cou. Il montre de la colère sur son visage, debout avec sa jambe droite pliée, sa jambe gauche étendue, la jambe droite est étendue en appuyant sur la tête du Seigneur jaune de la richesse, orné de divers ornements dorés, couché face contre terre sous ses pieds. »
   — Ngorchen Konchog Lhundrup, 1497-1557
Il est la manifestation du bouddha Amoghasiddhi par la demande du bouddha Shakyamuni de faire tourner la roue du dharma au profit des êtres sensibles qui souffrent de la pauvreté. Il permettra à tous les efforts d'être parfaitement accomplis et purifiera toute malchance et tous obstacles, préviendra le vol, les créances irrécouvrables et la perte de richesse. Jambhala a un corps de couleur noire. Il est représenté debout au-dessus d’un corps humain, symbolisant la maîtrise de l’ego humain et l’élimination de l’avidité humaine. Sa main droite tient un pot de pierres précieuses et sa main gauche tient un animal nommé Nehulay (mangouste) qui crache des bijoux de sa bouche. Jambhala noir porte également un collier de serpent sur son corps. Le mantra de Jambhala noir est:
Om Jambhala Jalendraye Bashu Dharini Svaha

## Pratique du culte
Dans le tantrisme, la pratique de Jambhala est un culte pratique et mondain. Le culte tantrique est divisé en « étape de génération » et « étape d’achèvement » ; L'étape de génération est la fondation tandis que l'étape d'achèvement comprend des pratiques relatives à la sainte vérité et aux méthodes transcendantales. La pratique de Jambhala est une méthode de culte fondamental.
La base des cinq pratiques de Jambhalas est la bodhicitta. Les pratiquants doivent générer l’intention altruiste de compassion (bodhicitta) et pratiquer la générosité. La pratique peut éliminer la pauvreté dans les six mondes et augmenter les mérites, la sagesse et la durée de vie. Tous leurs besoins matériels et spirituels seront satisfaits.
La puja des cinq Jambhalas invoque d'immenses énergies de richesse positives sur les participants. Les bouddhistes croient que la richesse résulte de nos actions passées, mais cette puja elle-même joue également un rôle important dans le changement du cours de la situation financière d'une personne. Gaden Shartse a dit :
« Avec une motivation sincère à accumuler du mérite, à purifier notre karma négatif et à faire des prières pour que tous les êtres sensibles soient libérés de toute pauvreté et de toutes souffrances, sans aucun doute, on recevra certainement les vastes bénédictions et la protection des divinités de la richesse. »
Il est possible de prétendre que cultiver la pratique de Jambhala augmente la cupidité. Bien que le pratiquant spirituel désire gagner une grande fortune, son corps, son esprit et sa parole sont néanmoins progressivement purifiés au cours du processus de pratique de la méthode tantrique.

### Réciter des mantras
On pense que chanter le mantra de chaque Jambhala est plus bénéfique si le chantre a reçu des transmissions orales d'un enseignant qui détient la lignée d'enseignement.

### Verser de l'eau sur les statues
La légende raconte que pendant que Gautama enseignait le Sutra Maha Prajna-Paramita, le jaloux Devadatta jetait des pierres sur le Bouddha. Mais au lieu de cela, les pierres ont frappé les Jambhalas blancs et jaunes sur la tête et les Jambhalas noirs sur le ventre. Bouddha s'est alors approché de Jambhala et l'a béni ; de sa main sortit une substance blanche, semblable à du nectar, de sagesse, de compassion et d'amour, et toucha la tête de Jambhala. Jambhala se sentait très heureux, calme et nettoyait ses impuretés, ses obstructions et ses blessures. Jambhala s'est immédiatement incliné devant Bouddha et l'a remercié.
Le bouddha Sakyamuni lui dit : « Comme je t'ai guéri et que j'ai versé ce nectar sacré sur toi, à l'avenir, quiconque de mes étudiants qui invoquera ton pouvoir et versera de l'eau sur ta tête - accorde-lui de la richesse, donne-lui les deux types de richesse, la richesse matérielle et la richesse spirituelle, et plus important encore la richesse spirituelle. Après cela, Jambhala croisa les mains et dit : « Je ferai ce que vous avez dit et je promets de le faire. »
Cette histoire est devenue la base pour laquelle les pratiquants de la puja de Jambhalaversent de l'eau sur leurs statues ou placent leurs statues sous l'eau qui tombe de cascades à six marches.